# Hellenic Republic Asset Development Fund

En anglais Hellenic Republic Asset Development Fund, en grec : Ταμείο Αξιοποίησης Ιδιωτικής Περιουσίας του Δημοσίου, est un organisme d'état grec fondé en juillet 2011. 
Il a pour mission de gérer la vente des biens publics et donc de privatiser le patrimoine grec pour un montant estimé de 50 milliards d'euros. Il a vocation à gérer la vente tant les biens fonciers, immobiliers que les entreprises publiques.